# Galbiate

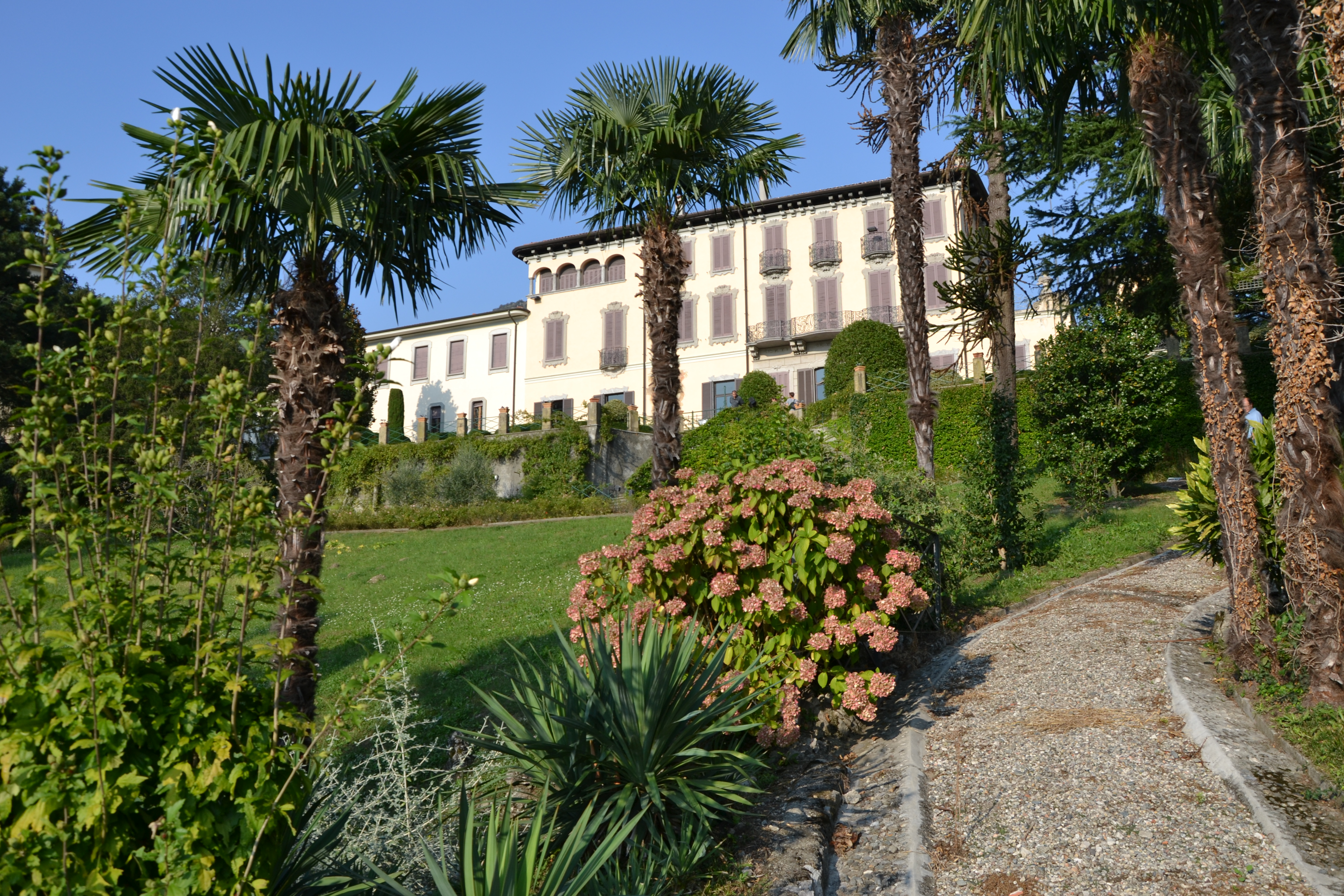
Villa Bertarelli

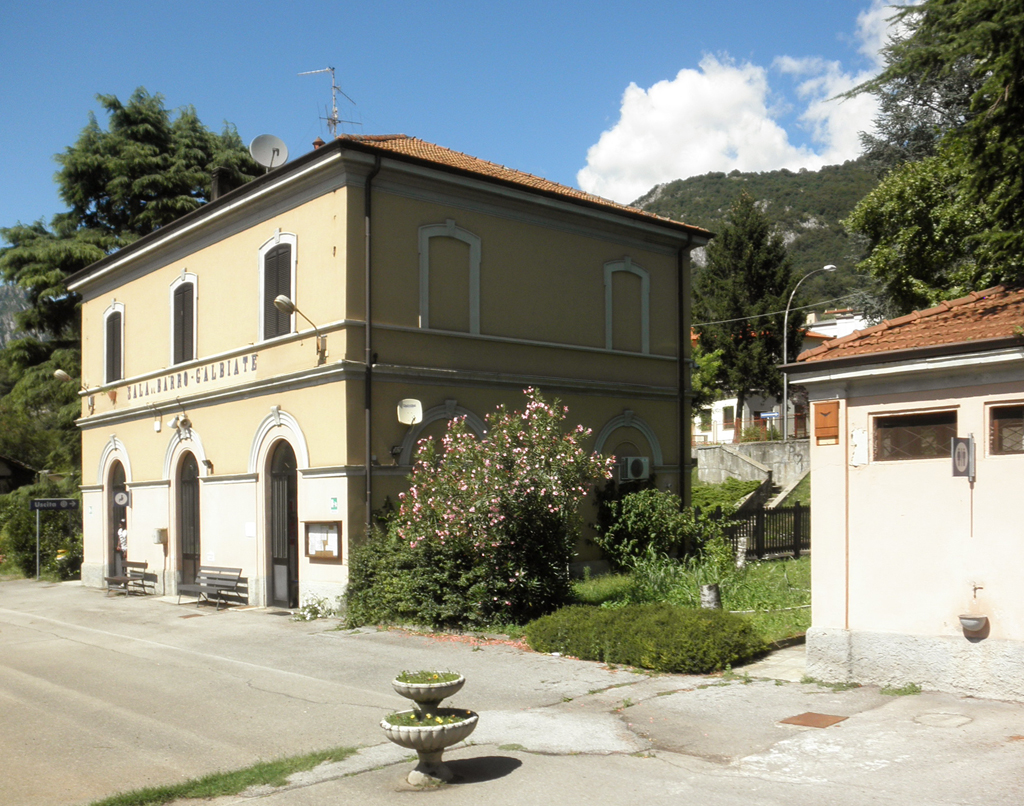
Bahnhof Barro-Galbiate

Galbiate ist eine Gemeinde in der Provinz Lecco in der italienischen Region Lombardei mit 8413 Einwohnern (Stand 31. Dezember 2023).

## Geographie
Galbiate liegt etwa 6 km südlich der Provinzhauptstadt Lecco und 40 km nordöstlich der Millionen-Metropole Mailand, am Fuß des Monte Barro (922 m, Aussichtsberg auf 5 Seen: Lago di Lecco, Teil des Comersees, im Norden, Lago d’Annone und Lago di Pusiano im Westen, Lago di Garlate und Lago di Olginate im Osten).
Die Gemeinde umfasst die Fraktionen Bartesate, Ponte Azzone Visconti, Sala al Barro und Villa Vergano. Die Nachbargemeinden sind Cortenova, Lierna, Mandello del Lario, Parlasco, Pasturo, Perledo, Primaluna, Taceno und Varenna.

## Bevölkerung
| Bevölkerungsentwicklung | Bevölkerungsentwicklung | Bevölkerungsentwicklung | Bevölkerungsentwicklung | Bevölkerungsentwicklung | Bevölkerungsentwicklung | Bevölkerungsentwicklung | Bevölkerungsentwicklung | Bevölkerungsentwicklung | Bevölkerungsentwicklung | Bevölkerungsentwicklung | Bevölkerungsentwicklung | Bevölkerungsentwicklung | Bevölkerungsentwicklung | Bevölkerungsentwicklung | Bevölkerungsentwicklung | Bevölkerungsentwicklung |
| ----------------------- | ----------------------- | ----------------------- | ----------------------- | ----------------------- | ----------------------- | ----------------------- | ----------------------- | ----------------------- | ----------------------- | ----------------------- | ----------------------- | ----------------------- | ----------------------- | ----------------------- | ----------------------- | ----------------------- |
| Jahr                    | 1861                    | 1871                    | 1881                    | 1901                    | 1911                    | 1921                    | 1931                    | 1951                    | 1961                    | 1971                    | 1981                    | 1991                    | 2001                    | 2011                    | 2022                    |                         |
| Einwohner               | 3468                    | 3496                    | 3698                    | 4171                    | 4657                    | 4519                    | 4609                    | 5125                    | 5513                    | 6375                    | 7040                    | 8261                    | 8644                    | 8587                    | 8451                    |                         |
| Quelle: ISTAT           |                         |                         |                         |                         |                         |                         |                         |                         |                         |                         |                         |                         |                         |                         |                         |                         |

## Kultur und Sehenswürdigkeiten
- San Giovanni Evangelista, Pfarrkirche
- Kirche San Michele: Im Ortsteil San Michele, 3,4 Kilometer nördlich des Zentrums von Galbiates am Osthang des Monte Barro gelegen, steht die gleichnamige unvollendete Kirche nach einem Projekt des bedeutenden Mailänder Barockarchitekten Attilio Arrigoni (1640–1704), der in Mailand den Palazzo Sormani Andriani und die Rotonda della Besana erbaut hat. Der eindrucksvolle Rohbau blieb ohne Ausstattung und ohne Dach, weil der Gemeinde das Geld ausgegangen war.
- Kirche Santa Maria Bambina
- Kirche Sant’Alessandro
- Kirche Santa Maria al Barro
- Kirche San Rocco
- Kirche Santi Genesio e Macario
- Kirche Santa Maria Assunta
- Oratorium San Giuseppe
- Museo etnografo dell’Alta Brianza, ein kleines Museum der bäuerlichen Kultur, im Ortsteil Camporeso.
- Villa Bertarelli.
- Palazzo Brioschi
- Monte Barro: der Regionalpark Parco naturale del Monte Barro wurde wegen seiner außerordentlichen Lage (in der letzten Eiszeit Inselberg im Gletscherstrom, der von Berninagruppe und Ortler kam und fast bis Monza reichte) zum Naturpark von Europäischer Bedeutung erklärt. Die Besonderheiten der Flora (mehr als 1000 Arten auf knapp 7 km², darunter rare präglaziale Arten) und der Fauna werden in einem kleinen Museum erklärt, das sich im ehemaligen Eremo auf halber Höhe des Berges befindet. Wenige Minuten höher gibt es einen Pflanzenlehrpfad. Der Bau war ursprünglich Teil eines hochmittelalterlichen Befestigungssystems und wurde in der Renaissance umgebaut (Kapelle San Vittore). Die einst als Herberge benutzten Bauteile wurden in der ersten Hälfte des 20. Jahrhunderts als Luftheilstätte benutzt und sind heute das Zentrum des Naturparks in einem Hain von 200–300jährigen riesigen Buchen. Auf dem Anstiegsweg zum Monte Barro einige Reste von Befestigungstürmen aus ostrogotischer Zeit.

## Söhne und Töchter
- Renato Corti (1936–2020), römisch-katholischer Geistlicher, Kardinal und Bischof von Novara